# Charles Birch-Jensen
Hans Christian Charles Birch-Jensen, författarpseudonym Charles Birch-Iensen, född 16 april 1922 i Stora Köpinge, Skåne, död 12 december 1985 i Ekerö, Uppland, var en svensk ingenjör, konstnär och författare.

## Biografi
Birch-Jensen studerade vid Kungliga tekniska högskolan i Stockholm, och arbetade därefter som uppfinnare inom gasturbinområdet. Som tecknare var han autodidakt och hävdade själv att han fått sin utbildning via Blandarens Fria akademi på Kungliga Tekniska Högskolan en skrift som han bidrog med alster till under signaturen Balbo. Han kom senare att medverka som tecknare i andra publikationer bland annat i Industria och OBS.
Birch-Jensen var yrkesmässigt flygintresserad och skrev böcker och tidningsartiklar i ämnet. Han tjänstgjorde 1953 och tre år framåt som lärare i flygteknik vid Etiopiens flygvapen, vilket senare resulterade i jakt- och djurhistorier kring mitten av 1960-talet i bland annat Svensk Jakt, exempelvis illfänads lejon dödas med kniv. Under Etiopientiden kom han vid tillfälle att flyga över Sheik Husseins (även andra stavningar förekommer som: Shek Husen) grav vid floden Uabi Shibelis övre lopp, en muslimsk vallfartsort, som två gånger årligen besöks av uppskattningsvis 30-50 000 vandrande pilgrimer försedda med en i ena ändan klykad stav av symbolisk betydelse. Under flygturen uppmärksammade Birch-Jensen en stor och särskilt brant klippvägg, som han inte känt till tidigare, vilket fick honom att 1959 företa en färd per häst och mula till orten för att utforska den. Han misstänkte att bergväggen var helt eller delvis uthuggen av människor. Då han i samband med turen kom i delo med de etiopiska myndigheterna kom ingen uppföljning att ske.
Sheik Husseins grav hade under tidigt 1900-tal besökts ett par gånger även av svenskar, bland andra den svenske läkarmissionären Fride Hylander, som inte tycks ha uppmärksammat bergväggen.